# Ramal F12 del Ferrocarril Belgrano
El Ramal F12 pertenecía al Ferrocarril General Belgrano, Argentina.

## Ubicación
Se hallaba en la provincia de Córdoba dentro del Departamento Río Segundo.

## Características
Era un ramal secundario del Ramal F3 de vía estrecha del Ferrocarril General Belgrano, cuya extensión eRA de 25 km entre Pozo del Molle y Carrilobo. Fue abierto al tránsito en 1907 por el Ferrocarril Provincial de Santa Fe. Hubo planes de llegar con los rieles hasta la ciudad de Córdoba, pasando por Villa del Rosario.
Por el Decreto 547/77 del 2 de marzo de 1977 se clausuró este ramal, entre finales de la década de 1970 y comienzo de los años 1980, el ferrocarril General Belgrano en manos del estado, desmanteló todo este ramal acopiando los rieles y durmientes y trasladándolos a otros destinos, el terreno de 30 m de ancho fue vendido a los vecinos colindantes en las proporciones correspondientes.